# ماكس زايفرت
ماكسيميليان زايفرت (9 فبراير 1868 – 15 أبريل 1948)  عالم موسيقي ألماني ومختص في تاريخ موسيقى الباروك. 

## حياته
ولد في مدينة بيزكو بألمانيا. تلقى تعليمه في ثانوية يواخيمستال، في برلين، حيث درس تحت على يد المؤرخ الموسيقي فيليب شبيتا (الذي اشتهر بكتابة سيرة ذاتية لباخ).
ثم درس في جامعة برلين حيث حصل على الدكتوراه في عام 1891 عن أطروحة بعنوان "يان بيترسون سويلينك وتلامذته الألمان". 

## أعماله
قام بتحرير طبعات حديثة لمؤلفات كل من باخ وبوكستيهود لآلة الأورغن، بالإضافة إلى ما يلي: 
- عمل نسخ على البيانو لبعض أعمال باخ (بالاشتراك مع ماكس شنايدر). [5]
- المساعدة في تحرير مجلة "مجتمع هيندل" Händel-Gesellschaft. [6]

## جوائز
في عام 1938 حصل ماكس زايفرت نتيجة لأعماله على ميدالية غوته للفنون والعلوم. 